# Sandro Lunghi
Sandro Lunghi (Frosinone, 19 luglio 1924 – Frosinone, 28 maggio 2014) è stato un politico e medico italiano.

## Biografia
Medico chirurgo, entrò in politica nel 1952 nelle file della Democrazia Cristiana e venne eletto più volte consigliere comunale. Fu sindaco di Frosinone dal luglio 1992 al maggio 1995. Alle amministrative del 1995, le prime a elezione diretta del sindaco, fu candidato alla massima carica in rappresentanza di una lista civica, senza riuscire però ad accedere al ballottaggio e venendo eletto consigliere comunale; alle elezioni successive del 1998 risultò eletto consigliere con i Socialisti Democratici Italiani. Fu assessore comunale dal 1998 al 2002, anno in cui si ritirò dalla politica.